# Lauryn John-Baptiste
Lauryn John-Baptiste (* 26. Juli 1999) ist eine britische Tennisspielerin.

## Karriere
John-Baptiste begann mit fünf Jahren das Tennisspielen und spielt vor allem Turniere auf der ITF Women’s World Tennis Tour, wo sie bislang sieben Titel im Doppel gewann.
2015 erhielt sie eine Wildcard für das Juniorinneneinzel der Wimbledon Championships, wo sie aber bereits in der ersten Runde gegen Ingrid Neel mit 4:6 und 2:6 verlor.
2016 erreichte sie erneut über die Qualifikation das Hauptfeld des Juniorinneneinzel in Wimbledon, wo sie aber ebenfalls bereits in der ersten Runde gegen Jaimee Fourlis mit 2:6 und 3:6 verlor. Im Juniorinnendoppel startete sie mit ihrer Partnerin Georgina Axon mit einer Wildcard, unterlagen aber ebenfalls bereits in der ersten Runde gegen Charlotte Robillard-Millette und Karman Thandi mit 7:66, 4:6 und 4:6.

## College Tennis
Von 2017 bis 2021 spielte John-Baptiste für die Sun Devils der Arizona State University.

## Turniersiege

### Doppel
| Nr. | Datum              | Turnier    | Kategorie | Belag             | Partnerin             | Finalgegnerinnen                                       | Ergebnis  |
| --- | ------------------ | ---------- | --------- | ----------------- | --------------------- | ------------------------------------------------------ | --------- |
| 1.  | 4. Dezember 2021   | Iraklio    | ITF W15   | Sand              | Nicole Fossa Huergo   | Walerija Oljanowskaja Nina Oljanowskaja                | 7:5, 6:4  |
| 2.  | 22. Oktober 2022   | Iraklio    | ITF W15   | Sand              | Ilinca Amariei        | Giorgia Pinto Gaia Squarcialupi                        | 6:1, 6:4  |
| 3.  | 29. Oktober 2022   | Iraklio    | ITF W15   | Sand              | Oleksandra Oliynykova | Ginevra Parentini Vallega Montebruno Aleksandra Simeva | 6:0, 6:1  |
| 4.  | 11. Februar 2023   | Bath       | ITF W25   | Hartplatz (Halle) | Katarína Strešnáková  | Emily Appleton Isabelle Haverlag                       | 7:64, 6:4 |
| 5.  | 29. April 2023     | Nottingham | ITF W25   | Hartplatz         | Emily Appleton        | Rutuja Bhosale Arianne Hartono                         | 6:4, 6:3  |
| 6.  | 27. Mai 2023       | Monastir   | ITF W25   | Hartplatz         | Yasmine Mansouri      | Lamis Alhussein Abdel Aziz Sharmada Balu               | 6:3 6:1   |
| 7.  | 28. September 2024 | Monastir   | ITF W15   | Hartplatz         | Daria Frayman         | Nina Radovanovic Marie Villet                          | 7:67, 6:4 |